# Релизан (покрајина)
Релизан (арап. ولاية غليزان‎), једна је од 48 покрајина у Народној Демократској Републици Алжир. Покрајина се налази у северозападном делу земље у појасу између Малог и Сахарског планинског венца Атласа.
Покрајина Релизан покрива укупну површину од 4.870 km² и има 733.060 становника (подаци из 2008. године). Највећи град и административни центар покрајине је град Релизан.